# Cole Durham
W. Cole Durham Jr., né le 26 février 1948, est un éducateur américain. Il est professeur de droit à l'université Susa Young Gates et directeur du Centre international d'études juridiques et religieuses (ICLRS) à la faculté de droit J. Reuben Clark (JRCLS) de l'université Brigham Young (BYU). Il est un expert international reconnu en droit de la liberté religieuse, spécialisé dans les études de droit comparé, avec un accent particulier sur le droit constitutionnel comparé. En janvier 2009, le First Freedom Center lui a décerné le prix International First Freedom Award, à Richmond, en Virginie.

## Carrière
Durham est diplômé du Harvard College et de la Harvard Law School, où il a été rédacteur en chef de la Harvard Law Review et du Harvard International Law Journal. Il est actuellement président du Consortium international d'études de droit et de religion (ICLARS), basé à Milan, en Italie, et co-rédacteur en chef de l'Oxford Journal of Law and Religion. De 1989 à 1994, il a été secrétaire de l'American Society of Comparative Law, et il est également membre associé de l'Académie internationale de droit comparé, basée à Paris, la plus importante organisation universitaire au niveau mondial en droit comparé. Il a été, en collaboration avec Javier Martínez-Torrón de l'Université complutense de Madrid, rapporteur général sur le thème « Religion et État laïc » au 18e Congrès international de droit comparé, qui s'est tenu à Washington, DC, en juillet 2010. Il a également été président de la section de droit comparé et de la section de droit et religion de l'Association of American Law Schools.
Durham enseigne à la JRCLS de BYU depuis 1976. Il y reçoit le titre honorifique de professeur d'université en 1999. En janvier 2000, il est nommé directeur du Centre international d’études juridiques et religieuses au sein de la JRCLS. Depuis 1994, Durham est professeur invité régulier de droit à l'Université d'Europe centrale de Budapest, où il enseigne le droit constitutionnel comparé à des étudiants de toute l'Europe de l'Est et, de plus en plus, d'Asie et d'Afrique. Il a été professeur invité à l'Université Gutenberg de Mayence, en Allemagne, et à l'Université de Vienne en Autriche.

## Réforme du droit
Durham participe à des projets de rédaction constitutionnelle au Népal (2009 et 2011), en Thaïlande (2007) et en Irak (2005-2006). Il a travaillé sur des projets de rédaction constitutionnelle et législative dans toute l’Europe de l’Est et dans la plupart des pays de l’ancien bloc soviétique. Il s'est spécialisé dans les questions impliquant les relations entre la religion et l’État, mais il possède également une vaste expérience en droit pénal comparé et en droit des organisations à but non lucratif. Il a été pendant plusieurs années membre du Conseil consultatif sur la liberté de religion ou de conviction de l’Organisation pour la sécurité et la coopération en Europe (OSCE) / Bureau des institutions démocratiques et des droits de l’homme. Il est vice-président de l'Académie internationale pour la liberté de religion et de conviction. Il est membre du conseil d'administration des centres d'études des relations Église-État des universités DePaul et Baylor, de l'Association internationale de la liberté religieuse et du conseil consultatif international de la Coalition d'Oslo pour la liberté de religion ou de conviction.
Durham intervient également sur les lois qui régissent le secteur de la société civile, ayant été président du conseil d'administration du Centre international pour le droit des organisations à but non lucratif à Washington, DC, et ayant également siégé à ce conseil d'administration pendant plusieurs années. Durham a joué un rôle de conseiller auprès des gouvernements d'une grande partie de l'ancien bloc socialiste sur les dispositions constitutionnelles et la législation relatives au droit pénal et aux procédures, à la structure judiciaire, aux questions constitutionnelles générales et du droit des associations, notamment des associations religieuses. Durham a étudié le droit religieux dans de nombreuses régions d'Europe de l'Est et il a fait des déclarations publiques visant à stopper la promulgation de lois qui auraient des effets négatifs sur la liberté religieuse.

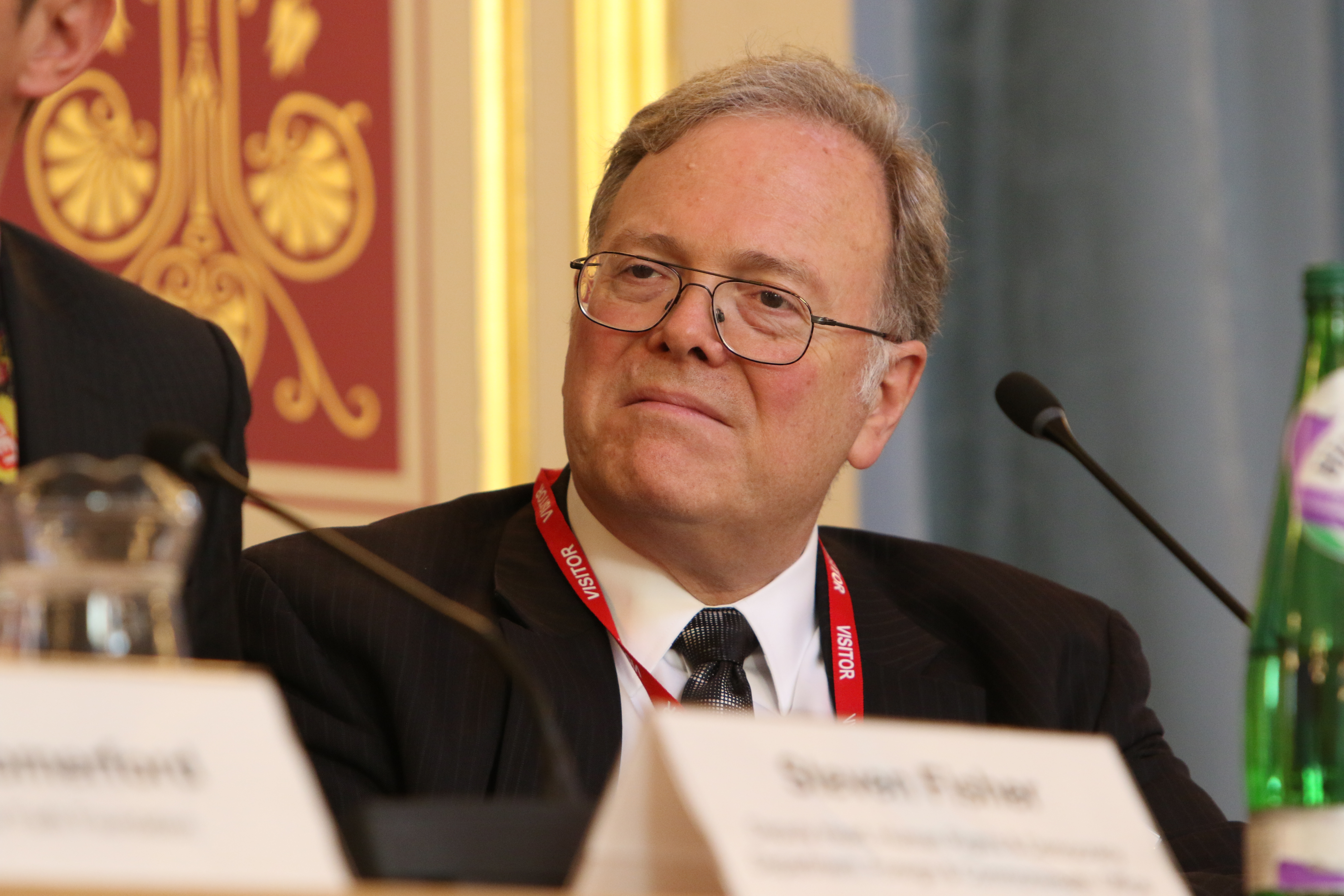
Durham s'exprime lors d'un sommet sur la liberté de religion organisé au ministère des Affaires étrangères et du Commonwealth à Londres, le 20 octobre 2016.

Durham a apporté une assistance technique à des projets de réforme du droit et à des conférences de droit comparé dans des pays du monde entier. Cela a inclus des consultations sur des questions constitutionnelles et des lois dans les pays suivants : Albanie, Argentine, Arménie, Azerbaïdjan, Bosnie-Herzégovine, Bulgarie, Chili, Chine, Croatie, République tchèque, République dominicaine, Estonie, France, Géorgie, Hongrie, Indonésie, Irak, Kazakhstan, Kirghizistan, Lettonie, Lituanie, Macédoine, Moldavie, Mexique, Népal, Nigéria, Pérou, Roumanie, Russie, Rwanda, Samoa, Serbie, Slovaquie, Slovénie, Tadjikistan, Thaïlande, Ukraine et Vietnam. Aux États-Unis, Durham a organisé une série de conférences sur des questions de droit comparé à l’Université Brigham Young, qui ont réuni quelque 850 chercheurs et experts traitant de thèmes de droit constitutionnel comparé provenant de plus de 100 pays.
Durham a témoigné devant le Congrès américain lors de sessions sur l'intolérance religieuse en Europe et sur la Loi sur la protection de la liberté religieuse.
À la suite de la décision de la Cour suprême des États-Unis dans l'affaire Employment Division v. Smith, Durham a témoigné devant la commission judiciaire de la Chambre des représentants sur les effets néfastes de cette décision.
En mars 2010, Durham a témoigné par visioconférence lors d'audiences devant la Cour constitutionnelle d'Indonésie concernant la proposition de révision de la loi indonésienne sur le blasphème de 1965.
En juin 2011, Durham et ses collègues du Centre international d'études juridiques et religieuses ont déposé un mémoire d'amicus curiae dans l'affaire devant la Cour suprême des États-Unis concernant les pratiques d'embauche d'une école luthérienne.

## Publications
- Durham est co-auteur avec le professeur Brett Scharffs de Religion and the Law: National, International, and Comparative Perspectives.
- Durham est co-auteur avec William Bassett et Robert Smith de Religious Organizations of the Law, un traité mis à jour chaque année et publié par Thomson Reuters/West.
- Durham est co-auteur avec Noel Reynolds de Religious Liberty in Western Thought.
- Durham est co-éditeur avec Silvio Ferrari et Elizabeth Clark de Law and Religion in Post-Communist Europe.
- Durham est co-éditeur de Facilitating Freedom of Religion or Belief: A Deskbook.
- Durham est co-auteur de Religious Organizations in the United States.
- Durham est l’auteur de nombreux articles de revues juridiques traitant de la liberté religieuse et d’autres thèmes de droit comparé, et a supervisé la publication de dizaines d’articles issus de conférences et de colloques.

## Vie personnelle
Durham est membre de l’Église de Jésus-Christ des Saints des Derniers Jours. Dans sa jeunesse, il a effectué une mission de trente mois pour l’Église en Allemagne. Il est marié à Louise Gardiner, et ils sont parents de quatre enfants.
- (en) Cet article est partiellement ou en totalité issu de l’article de Wikipédia en anglais intitulé « Cole Durham » (voir la liste des auteurs).